# Rielasingen-Worblingen
Rielasingen-Worblingen – miejscowość i gmina w Niemczech, w kraju związkowym Badenia-Wirtembergia, w rejencji Fryburg, w regionie Hochrhein-Bodensee, w powiecie Konstancja, wchodzi w skład wspólnoty administracyjnej Singen (Hohentwiel). leży przy granicy ze Szwajcarią, na północ od Singen.

## Współpraca
Miejscowości partnerskie:
- Ardea, Włochy
- Lostorf, Szwajcaria
- Nogent-sur-Seine, Francja